# Reiziger (groupe)
Pour les articles homonymes, voir Reiziger.
Reiziger est un groupe belge de post-hardcore, originaire de Hechtel, en Région flamande, actif ente 1995 et 2002.

## Histoire
Le groupe est issu du groupe de punk hardcore Kosjer D, qui sort un album éponyme en 1995, à la suite duquel Plessers et Hendrick forment Reiziger, nommé d'après l'ancien joueur de football néerlandais Michael Reiziger, et le premier album du groupe sort en 1995.
Le groupe met fin à ses activités lors d'un concert d'adieu le 11 octobre 2002 à l'Ancienne Belgique de Bruxelles, mais un nouvel album, Kodiak Station, est publié en 2012 après un long silence. La même année, un concert de retrouvailles a lieu à Pukkelpop, un festival où le groupe a joué plusieurs fois à ses débuts.